# Spartak Korosteń
Spartak Korosteń (ukr. Футбольний клуб «Спартак» Коростень, Futbolnyj Kłub "Spartak" Korosteń) – ukraiński klub piłkarski z siedzibą w Korosteniu, w obwodzie żytomierskim. Został założony w latach 30. XX wieku. W 1938 startował w rozgrywkach Pucharu ZSRR. Występował w rozgrywkach lokalnych, dopóki nie został rozwiązany.